# 帯広市立明星小学校
帯広市立明星小学校（おびひろしりつ めいせいしょうがっこう）は、北海道帯広市に所在する公立小学校。

## 沿革
- 1935年（昭和10年）4月1日 - 明星尋常小学校として開校する[1]。
- 1936年（昭和11年）9月29日 - 昭和天皇が市内を巡幸。小学校が行在所（宿泊所）となる[5]。
- 1941年（昭和16年）4月1日 - 明星国民学校に改称する[1]。
- 1947年（昭和22年）4月1日 - 学制改革により帯広市立明星小学校となる[1]。

## 児童数
- 児童数 - 438人
  - 1年生 - 73人
  - 2年生 - 66人
  - 3年生 - 63人
  - 4年生 - 60人
  - 5年生 - 95人
  - 6年生 - 81人
  - 特別支援学級（内数）- 36人

2020年（令和2年）5月1日現在

## 進学先中学校
- 帯広市立帯広第四中学校

2016年（平成28年）5月1日